# Меня зовут Майкл
«Меня зовут Майкл» (англ. I Am Michael) — драматический фильм режиссёра Джастина Келли по сценарию, написанному в соавторстве со Стейси Миллер и основанному на статье «My Ex-Gay Friend» Бенуа Денизет-Льюиса в «The New York Times Magazine». В главной роли — Джеймс Франко, играющий гей-активиста, осудившего гомосексуальность и ставшего христианским пастором.

## Сюжет
Сан-Франциско, 1998 год. Гей-активист из Вайоминга Майкл Глатц (Джеймс Франко) гордится здоровыми и долгосрочными отношениями со своим партнёром Беннетом (Закари Куинто). Вскоре к ним присоединяется Тайлер (Чарли Карвер), и отношения перерастают в триолизм. Компания решает отправиться в турне по Америке, чтобы записать на плёнку жизнь геев-подростков. Впоследствии они изыскивают наличные деньги и Майкл начинает издавать свой собственный ЛГБТ-журнал под названием «Young Gay America», который быстро становится известным и популярным. 
После смерти матери и случая с подозрением на инфаркт, возможность которого Майкл унаследовал от отца, упавшего при нём замертво, Глатц начинает размышлять над течением своей жизни, пытаясь найти баланс между сексуальностью и духовностью. В результате всего этого, в 2007 году он вдруг отказывается от гомосексуальности, решая оставить свою семью и друзей. 
После участия в медитативных практиках и гетеросексуальных опытах, он обращается к Богу и становится христианским пастором, называя в своих проповедях гомосексуальность «безбожным образом жизни». В конце концов он поступает в Библейский колледж, где встречает и женится на сокурснице Ребекке (Эмма Робертс), достаточно гибкой, чтобы принять его прошлое.

## В ролях
| Актёр            | Роль                                                 |
| ---------------- | ---------------------------------------------------- |
| Джеймс Франко    | Майкл Глатц                                          |
| Закари Куинто    | Беннет, бывший бойфренд Майкла                       |
| Эмма Робертс     | Ребекка Фуллер, девушка Майкла                       |
| Чарли Карвер     | Тайлер, вовлечённый в отношения с Майклом и Беннетом |
| Лесли Энн Уоррен | Сьюзан, мать Майкла                                  |
| Эван Джогиа      | Нико, любовник Майкла                                |
| Дэрил Ханна      | Дебора, член буддистской общины в Колорадо           |
| Девон Грайе      | Кори                                                 |
| Ливен Рамбин     | Кэтрин                                               |

## Производство
Идея о создании этого фильма пришла к актёру Джеймсу Франко после того как режиссёр Гас ван Сент послал ему ссылку на статью «Мой друг экс-гей» Бенуа Денизет-Льюиса в «The New York Times Magazine» о гей-активисте Майкле Глатце, осудившем гомосексуальность и ставшим христианским пастором. Гас Ван Сент порекомендовал на роль режиссёра своего помощника Джастина Келли, известного Франко по работе над фильмом «Харви Милк» 2008 года. Вскоре, Келли в соавторстве со Стейси Миллер написал сценарий, а Гас Ван Сент стал исполнительным продюсером и внёс в бюджет 3,5 млн долларов США. 1 апреля 2014 года Франко публично заявил об участии в фильме о гей-активисте, отказавшемся от своей гомосексуальности, причём для него эта роль в картинах такой тематики не стала первой: в частности, ранее он сыграл Аллена Гинзберга в фильме «Вопль», а также был режиссёром фильмов «Интерьер. Кожаный бар.» и «Сэл». 14 июля к проекту присоединились Закари Куинто и Эмма Робертс. В то же время, Келли отметил, что «это не просто история о экс-гее. Это на самом деле очень захватывающая история о силе веры и желании соответствовать», а Денизет-Льюис сказал, что «рад, что все участвующие в этом проекте намерены рассказать историю, которая охватывает весь спектр необычной жизни Майкла, от вдохновляющей гей-лидера, которого я знал, когда был молод, и до сегодняшнего христианского пастора». 14 августа к фильму присоединился Чарли Карвер, 15 августа — Эван Джогиа, 18 августа — Лесли Энн Уоррен, а 25 августа — Дэрил Ханна.
Собственно, сами съёмки начались 11 августа в Нью-Йорке, и в тот же день Франко выложил первые фото с площадки. 20 августа Франко был замечен во время съёмок на Оушен-авеню в Ист-Рокавэй.
21 января 2015 года были опубликованы кадры из фильма, на которых Франко и Куинто страстно целуются без одежды на камеру.

## Показы и прокат
Мировая премьера фильма состоялась 29 января 2015 года на 31-м кинофестивале «Сандэнс» в присутствии Джастина Келли, Джеймса Франко и Чарли Карвера. 9 февраля картина была показана в рамках программы «Панорама» на 65-м Берлинском международном кинофестивале. 19 марта фильм открыл ЛГ-кинофестиваль в Лондоне. 20 марта прошёл показ на кинофестивале в Атланте, 12 апреля — на кинофестивале в Сарасоте, 25 апреля — на ЛГ-кинофестивале в Майами, 22 мая — на международном кинофестивале в Сиэтле, 31 мая — на 17-м ЛГБТ-кинофестивале «FilmOut» в Сан-Диего, 7 июня — на фестивале «Biografilm» в Болонье, 18 июня — на 39-м Международном ЛГБТ-кинофестивале «Фреймлайн» в Кастро-театре в Сан-Франциско, 20 июня — на международном кинофестивале в Провинстауне, 3 сентября — на кинофестивале мира и любви в Эребру (Швеция), 21 сентября — на 9-м фестивале американского кино «Amfest» при посольстве США в Москве, 24 октября — на международном кинофестивале в Чикаго.
Показ фильма в Москве был воспринят некоторыми журналистами как знак политического протеста против российских законов о так называемой «гей-пропаганде», наряду с первым за два года прокатом в России фильма на гомосексуальную тематику из Великобритании под названием «Гордость».

## Критика
Некоторые критики сошлись во мнении, что Майкл Глатц в фильме, будучи начитанным и рациональным человеком, жадно спорил о вопросах и поиске идентичности, однако отказавшись от гомосексуальности, с той же ревностной интенсивностью начал изучать Библию, взяв в качестве оправдания отрицания определяющих аспектов своей жизни, строки Евангелия от Матфея 10:39 —

Сберегший душу свою потеряет её, а потерявший душу свою ради меня сбережет её.
Кэти Уолш из «Indiewire» отметила, что Келли пытается понять «почему люди изменяются, как это происходит, если это действительно возможно. Что касается последнего вопроса, то фильм даёт не совсем окончательный ответ — делают ли люди тот выбор, который они просто делают, или должны продолжать двигаться по независимому пути, который себе представляют», однако, «в то время как работа выглядит убедительной, особенно Франко и идеи, которые борются вокруг него, большая часть повествования увязла в дополнительных деталях и экспозициях, препятствуя его нежеланию занять позицию по этому вопросу. Интересная история, но, к сожалению, довольно неинтересно рассказанная», в то время как Эрик Кон сказал, что «повествование ведётся практически по-журналистски в своём стремлении задокументировать историю Глатца, Келли копается в ответах, но никогда их не показывает. Но это не значит, что „меня зовут Майкл“ глух к мрачным событиям» и «в своём стремлении к объективности, фильм иногда выглядит слишком упрощённым в отношении своего же собственного блага».
Бойд ван Хёйдж заметил, что «к счастью, сценарий не изобразил историю в простых терминах добра и зла, но это не значит, что в нём вполне достаточно нюансов или прозрения, поднявших данный материал выше хорошо сделанного уровня, но для телевидения этот биографический фильм готов». Питер Дебредж из «Variety» высказал мнение, что «замечательный в своей кажущейся беспристрастности, режиссёрский дебют Джастина Келли по горячему вопросу, не был воспринят многими вне контура артхауса и фестиваля, но, тем не менее будет раздражать зрителей и провоцировать дискуссию со всех сторон, просто потому, что он ранит в сердце рассказом о неуверенности, страхе и предрассудках, связанных с современной гомосексуальностью». Джордан Рауп из «The Film Stage» сказал, что «режиссёрский дебют Джастин Келли, в прошлом сотрудничавшего с Гасом Ван Сентом», решает «сложные вопросы сексуальности и веры с сбалансированной точки зрения», в результате чего, «при отсутствии осуждения любого из своих персонажей или их решений, Келли написал портрет глубоко противоречивого человека в великолепных нюансах», рассказав «сложную историю с неожиданной грациозностью, и закончив её на неоднозначной, но сюжетно безупречной ноте».
Ракеш Рамчурн из «The Independent» предположил, что «для Келли было бы легко изобразить Глатца в качестве гея-самоненавистника, который бросается обратно в шкаф, но истина может быть более сложной (некоторые предположили, что Глатц, возможно, в первую очередь не был геем), но фильм пытается представить факты его жизни того времени, не делая суждений», что «несомненно, является беспристрастным подходом», однако приводит к потере драматичности. Брайан Мойлан из «The Guardian» написал, что «медленная и трудолюбивая» «структура фильма не исправляет его склонности к проповеди» с «высокопарными диалогами полными клише», и в «картине, где Библия убеждает человека изменить всю свою жизнь, совершён смертный грех, заключающийся в ужасной скуке». Дрю Макуини из «HitFix» отметил, что «фильм, конечно, не относится к Майклу как герою за то, что он сделал, но он также просто не делает его объектом презрения, что было бы так легко», и «Джастин Келли, который написал сценарий и снял фильм, как режиссёр не сделал многого в контексте визуального восприятия, и я думаю, что весь фильм имеет вид ТВ-эстетики, что не делает его лучше».
Вадим Рутковский из журнала «Сноб» после просмотра фильма «все с тем же вездесущим энерджайзером Франко в заглавной роли» на фестивале «Amfest», иронично отметил, что «если бы у местных православных маньяков хватало сообразительности не только на погромы, но и на поддержку современного искусства, они бы выкупили права на прокат и крутили „Майкла“ на всех своих сходках. Потому что Глатц, бывший лидером гей-движения на протяжении пары десятилетий, вдруг пересмотрел всё, включая ориентацию, покаялся и обратился к Богу в самом консервативном смысле». Наталия Григорьева из «Независимой газеты» написала, что «вездесущего Джеймса Франко, над творческой плодовитостью которого не посмеялся только ленивый, много даже на этом фестивале. После премьеры на Берлинском кинофестивале в Москве показывают драму Джастина Келли „Меня зовут Майкл“, где актёр играет Майкла Глатца, некогда гей-активиста, нашедшего бога и сменившего ориентацию на гетеросексуальную. Довольно интересный с актёрской точки зрения (одну из главных ролей наряду с Франко играет Закари Куинто) и при этом весьма нейтральный в оценках фильм на все ещё острую в современном, особенно российском, обществе тему. Не отношение к сексуальным меньшинствам, а скорее влияние социума на самоопределение личности». Денис Рузаев из издания «Lenta.ru» назвал работу Джастина Келли «самым злободневным» и, «пожалуй, лучшим фильмом фестиваля», так как бывший гей-активист «Глатц, блестяще сыгранный Джеймсом Франко, демонстрирует, во-первых, доведённую до абсурда силу человеческой воли, способную застилать глаза даже в самых очевидных ситуациях. Во-вторых, что ещё важнее, Глатц — живой пример того, как опасно против собственной природы идти. Насильственный, по сути, отказ от гомосексуальности, конечно, не приводит его к счастью, только запутав ещё сильнее, заводя в тупик куда более опасный и мрачный, чем дающий переменам героя старт кризис среднего возраста», а сам режиссёр высмеивает «гротескную трансформацию» персонажа, «но находит силы и способ выписать этому трикстеру не только отповедь, но и приличную порцию сочувствия», в результате фильм оборачивается «рассказом о людях как таковых. Кто из нас, подобно Глатцу, не ощущал себя загнанным в рамки ограниченных стереотипов? А кто не пытался подогнать себя под чуждый, навязанный обществом или воспитанием сюжет? Или не строил свою жизнь по-почерпнутому у других („как у людей“) сценарию? Если такой человек найдётся, пусть сам ищет, в кого ему кинуть томиком Библии».

## Награды и номинации
| Год  | Фестиваль                                     | Награда                 | Категория                         | Номинанты     | Результат | Прим.  |
| ---- | --------------------------------------------- | ----------------------- | --------------------------------- | ------------- | --------- | ------ |
| 2015 | 17-й ЛГБТ-кинофестиваль «FilmOut» в Сан-Диего | FilmOut Festival Awards | Лучший фильм                      | Джастин Келли | Победа    | [ 49 ] |
| 2015 | 17-й ЛГБТ-кинофестиваль «FilmOut» в Сан-Диего | FilmOut Festival Awards | Лучшая женская роль второго плана | Эмма Робертс  | Победа    | [ 49 ] |
| 2015 | 17-й ЛГБТ-кинофестиваль «FilmOut» в Сан-Диего | FilmOut Festival Awards | Лучший режиссёр                   | Джастин Келли | Победа    | [ 49 ] |
| 2015 | 17-й ЛГБТ-кинофестиваль «FilmOut» в Сан-Диего | FilmOut Audience Awards | Лучший фильм                      | Джастин Келли | Победа    | [ 49 ] |
| 2015 | 17-й ЛГБТ-кинофестиваль «FilmOut» в Сан-Диего | FilmOut Audience Awards | Лучшая мужская роль               | Джеймс Франко | Победа    | [ 49 ] |
| 2015 | 17-й ЛГБТ-кинофестиваль «FilmOut» в Сан-Диего | FilmOut Audience Awards | Лучшая мужская роль второго плана | Закари Куинто | Победа    | [ 49 ] |
| 2015 | 17-й ЛГБТ-кинофестиваль «FilmOut» в Сан-Диего | FilmOut Audience Awards | Лучшая женская роль второго плана | Эмма Робертс  | Победа    | [ 49 ] |
| 2015 | 17-й ЛГБТ-кинофестиваль «FilmOut» в Сан-Диего | FilmOut Audience Awards | Лучший сценарий                   | Джастин Келли | Победа    | [ 49 ] |